# Wilhelm von der Groeben (General, 1810)
Bernhard Wilhelm von der Groeben (* 6. Juli 1810 in Kassel; † 27. August 1892 in Helsingør) war ein preußischer Generalleutnant.

## Leben

### Herkunft
Wilhelm war ein Sohn des preußischen Generalleutnants Friedrich Wilhelm von der Groeben (1774–1839) und dessen Ehefrau Dorothea, geborene von Voß (1778–1860).

### Militärkarriere
Groeben besuchte das Collegium Fridericianum in Königsberg und trat am 17. Juli 1827 als Füsilier in das 1. Garde-Regiment zu Fuß der Preußischen Armee ein. Bis Mitte September 1828 avancierte er zum Sekondeleutnant, wurde am 11. Januar 1842 als Adjutant der 1. Garde-Infanterie-Brigade kommandiert und stieg Mitte April 1843 zum Premierleutnant auf. Nachdem man ihn Ende März 1848 von diesem Kommando entbunden hatte, wurde Groeben am 24. Mai 1848 Hauptmann und Kompaniechef. Am 7. September 1850 erfolgte seine Ernennung zum Kommandeur der Leib-Kompanie. Als Major beauftragte man ihn zunächst Anfang September 1855 mit der Führung des I. Bataillons und ernannte ihn am 3. Januar 1857 zum Bataillonskommandeur. Während der Mobilmachung anlässlich des Sardinischen Krieges war Groeben 1859 als Oberstleutnant Kommandeur des mobilen 1. Garde-Landwehr-Regiments.
Im Zuge der Heereserweiterung wurde Groeben am 8. Mai 1860 mit der Führung des 1. kombinierten Garde-Infanterie-Regiments beauftragt, aus dem zum 4. Juli 1860 das 3. Garde-Regiment zu Fuß hervorging. Mit der Etatisierung des Verbandes erfolgte seine Ernennung zum Regimentskommandeur und aus Anlass der Krönungsfeierlichkeiten von Wilhelm I. avancierte er am 18. Oktober 1861 zum Oberst. Im Krieg gegen Dänemark führte Groeben sein Regiment 1864 in den Kämpfen bei Satrup-Rackebüll, Fredericia, beim Sturm auf die Düppeler Schanzen sowie beim Übergang nach Alsen. Für sein Wirken erhielt er die Schwerter zum Roten Adlerorden III. Klasse mit Schleife.
Gesundheitsbedingt wurde Groeben von seinem Kommando entbunden, am 18. April 1865 dem Regiment aggregiert und zwei Monate später unter Beförderung zum Generalmajor zu den Offizieren von der Armee versetzt. Da keine Besserung seines Gesundheitszustandes eintrat, wurde er am 14. August 1865 mit Pension und einem jährlichen Zuschuss von 350 Talern zur Disposition gestellt. 
Er war Rechtsritter des Johanniterordens und erhielt bei seinem Abschied am 20. März 1888 den Charakter als Generalleutnant.

### Familie
Groeben hatte sich am 25. Mai 1837 in Potsdam mit Marie von Trotha (1818–1903) verheiratet. Aus der Ehe gingen der Sohn Günther (1838–1901) sowie die Töchter Hedwig (* 1841), Marie (1849–1862) und Margarete (* 1852) hervor.